# Sui Yangdi
Sui Yangdi (chiń. upr. 隋煬帝; pinyin Suí Yángdì, ur. 569 – zm. na wiosnę 618) – drugi i ostatni cesarz  dynastii Sui, panujący w latach 604 – 618.

## Życiorys
Sui Wendi, pierwszy cesarz dynastii Sui, przejął władzę w Północnym Zhou i po skonsolidowaniu władzy, rozpoczął przygotowania do podboju południa Chin. Jego syn, Yang Guang, otrzymał tytularne dowództwo nad siłami inwazyjnymi, które w 588 roku podbiły północny brzeg Jangcy, przekroczyły rzekę i zajęły stolicę południowej dynastii Chen – Jiankang. Po brutalnym stłumieniu powstania południowej arystokracji, książę Yang, dzięki swoim łagodnym rządom i odbudowie zniszczonych miast, pozyskał sobie przychylność ludności południa.

## Wielkie projekty budowlane

Wielki Kanał za czasów dynastii Sui i Tang

Cesarz Wen zbudował nową stolicę dynastii niedaleko dawnej stolicy dynastii Han – Chang’anu. Yangdi odbudował drugie centrum polityczne Han – Luoyang, nadając mu, wzorem stolicy swego ojca, regularny kształt, zbliżony do kwadratu. Plan nowego miasta został jednak dostosowany do jego położenia na obydwu brzegach rzeki Luo, w szczególności targi zostały posadowione w pobliżu rzeki, by wykorzystać możliwości transportu wodnego. Pragmatyzm rozmieszczenia ośrodków handlowych kontrastował z nadzwyczaj regularnym, kosmologicznie motywowanym, planem Chang’anu. Luoyang zawierał też mniej ośrodków kultu, ale wiele wspaniałych budowli zdradzało zamiłowanie cesarza do przepychu i rozmachu.
Drugim wielkim projektem Sui Yangdi była budowa Wielkiego Kanału. Kontynuując prace poprzednika, cesarz nakazał w 605 połączenie rzeki Luo z rzeką Huai, a następnie pogłębienie i poszerzenie dawnego kanału od Huai do Yangzi, i dalej od Jingkou nad Yangzi do Yuhang nad zatoką Hangzhou. W miastach wzdłuż kanałów wzniesiono wielkie magazyny, by ułatwić dystrybucję zboża z południa kraju na północ. W 608 rozpoczęto prace nad północnym, kompletnie nowym odcinkiem kanału, który prowadził od ujścia Luo do Huang He w pobliże dzisiejszego Pekinu; celem tej drogi wodnej był zaopatrzenie armii inwazyjnych, które Yangdi kierował przeciw Goguryeo
Kanał miał się okazać kluczową drogą łączącą południe z północą Chin, ale budowa pochłonęła wielkie zasoby, zarówno w postaci ogromnych wydatków, jak i mobilizacji wielkich zasobów przymusowej siły roboczej. Cesarz zbudował też wiele wspaniałych i kosztownych pałaców w różnych miejscach kraju. W połączeniu z kosztami wypraw wojennych, nadmierne obciążyły one państwo.

## Działania wojenne
W 607 Sui Yangdi podczas spotkania z władcami tureckich ludów z północy (tereny dzisiejszej Mongolii, spotkał się z delegacją z koreańskiego państwa Goguryeo. Sytuacja na północnym wschodzie była od dawna niestabilna; cesarz Wendi podjął nawet w 598  próbę podboju Goguryeo, ale straciwszy większość armii, poniechał kolejnych starań. Yangdi, obawiając się koreańsko-tureckiego sojuszu, zażądał od Koreańczyków złożenia hołdu, a gdy ci odmówili, podjął przygotowania do wojny.
Od 610 rozpoczęto gromadzenie zapasów i wojsk. W Shandongu zbudowano 300 okrętów, do których obsługi sprowadzono 10 tys. marynarzy znad Jangcy i Huai. Z południa kraju sprowadzono 30 tys. oszczepników (prawdopodobnie nie-Chińczyków) i 30 tys. kuszników. Henan i Hebei zobowiązano do dostarczenia 50 tys. wozów do transportu zaopatrzenia sprowadzanego kanałami z południa do miejsca koncentracji sił – komanderii Zhuo (koło dzisiejszego Pekinu). Siły zostały podzielone na 24 armie, liczące 4 tys. ciężkiej kawalerii, 8 tys. piechoty, oraz oddziały pomocnicze, lekkie i tabory; do tego dochodziło osobnych 6 armii cesarskich. Władcy towarzyszyło też ruchome centrum administracyjne, złożone z cywilnych dostojników. Łącznie siły liczyły k. 670 tysięcy ludzi. 
Armie ruszyły w lutym 612 roku i w kwietniu, po zaciętych walkach przekroczyły Liao He. Większość sił rozpoczęło oblężenie fortec w południowej Mandżurii. Równocześnie flota przerzuciła oddziały z Shandongu na Półwysep Koreański, ale doznały one porażki pod Pjongjangiem i wycofały się do bezpiecznego obozu na południe od miasta. Wobec oporu twierdz na północy, cesarz zadecydował o wysłaniu 9 z 24 armii (ok. 100 tys. ludzi) bezpośrednio na koreańską stolicę. Gdy siły te dotarły nad Yalu Jiang, zjadły już większość zapasów. Mimo to kontynuowały marsz, dotarły w okolice Pjongjangu, ale nie pobiły unikających walki Koreańczyków, nie zdobyły miasta, ani nie nawiązały kontaktu z flotą aprowizacyjną, znajdującą się na południe od niego. Odwrót skończył się załamaniem wyczerpanej armii chińskiej i klęską w bitwie nad Salsu – zginęła większość żołnierzy, którzy przekroczyli Yalu.
Tymczasem w kraju narastało niezadowolenie na skutek strat, wyzysku i katastrof naturalnych. Mimo to Yangdi w następnym roku zgromadził równie wielką, choć gorzej zaopatrzoną armię i ponownie wyruszył do Korei. Głównymi siłami obległ Ryotongsong, a wydzielone kolumny wysłał przeciw Xincheng i Pjongjang. Oblężenie przeciągało się, a dostawy z kraju spóźniały się, ze względu na bunt, jaki podniósł możnowładca Yang Xuanguan. Cesarz zwinął oblężenie  i pomaszerował do kraju, gdzie w krótkim czasie zdusił rebelię, która była pierwszym wyraźnym objawem niezadowolenia elit Sui z polityki Yangdi. W jej następstwie wybuchła cała seria kolejnych powstań, zwłaszcza w dolnym biegu Jangcy, ale też w Zhejiangu, dolinie Huai He czy Guangdongu.
Mimo tego, cesarz zarządził mobilizację oddziałów na kolejną wyprawę do Korei. Ze względu na niespokojną sytuację w 614 roku, wojska zbierały się powoli i dopiero późnym latem podeszły do rzeki Liao. Na szczęście powiódł się chiński desant na Półwysep Koreański i po klęsce poniesionej niedaleko Pjongjangu, koreański władca zasugerował rozejm. Sui Yangdi otrąbił zwycięstwo i wrócił na południe. Koreańczycy w rzeczywistości grali na czas i nie dotrzymali obietnicy hołdu, co pchnęło cesarza do organizacji kolejnej wyprawy. Zebranie wojsk okazało się niemożliwe, bo kraj ogarnięty był chaosem. Wyczuwając słabość Chin, Turcy także rozpoczęli działania – próba ich zastraszenia skończyła się dla Yangdi miesięcznym oblężeniem w jednej z północnych twierdz. W 616 cesarz wycofał się na południe, nie mogąc poradzić sobie z chaosem na południu kraju. Wyczerpanie z powodu niekończących się wojen, niezadowolenie z rebelii, których armia, zajęta na północy, nie tłumiła, i utrata prestiżu cesarza, z powodu (osobiście) przegranych wojen, spowodowała, że nawet jego osobista gwardia zwróciła się przeciw niemu i zamordowała w 618 roku.